# Chemiré-le-Gaudin
Chemiré-le-Gaudin település Franciaországban, Sarthe megyében. Lakosainak száma 996 fő (2022. január 1.). Chemiré-le-Gaudin Souligné-Flacé, La Suze-sur-Sarthe, Crannes-en-Champagne, Fercé-sur-Sarthe, Louplande, Maigné és Roézé-sur-Sarthe községekkel határos.

## Népesség
A település népességének változása:
| Lakosok száma | 958  | 958  | 994  | 979  | 990  | 993  | 998  | 995  | 996  |
|               | 2013 | 2015 | 2016 | 2017 | 2018 | 2019 | 2020 | 2021 | 2022 |